# Ahuehuetitla, Tulancingo de Bravo
Ahuehuetitla är en ort i Mexiko.   Den ligger i kommunen Tulancingo de Bravo och delstaten Hidalgo, i den sydöstra delen av landet, 100 km nordost om huvudstaden Mexico City. Ahuehuetitla ligger 2 180 meter över havet och antalet invånare är 1 878.
Terrängen runt Ahuehuetitla är kuperad söderut, men norrut är den platt. Runt Ahuehuetitla är det tätbefolkat, med 476 invånare per kvadratkilometer. Närmaste större samhälle är Tulancingo, 5,6 km öster om Ahuehuetitla. Omgivningarna runt Ahuehuetitla är en mosaik av jordbruksmark och naturlig växtlighet.